# 164215 Doloreshill
164215 Doloreshill è un asteroide Amor. Scoperto nel 2004, presenta un'orbita caratterizzata da un semiasse maggiore pari a 2,1153000 UA e da un'eccentricità di 0,3959297, inclinata di 4,87854° rispetto all'eclittica.
Dal 24 novembre 2007 al 22 gennaio 2008, quando 171433 Prothous ricevette la denominazione ufficiale, è stato l'asteroide denominato con il più alto numero ordinale. Prima della sua denominazione, il primato era di 160512 Franck-Hertz.
L'asteroide è dedicato a Dolores H. Hill, studiosa di meteoriti.